# August Fürchtegott Winkler

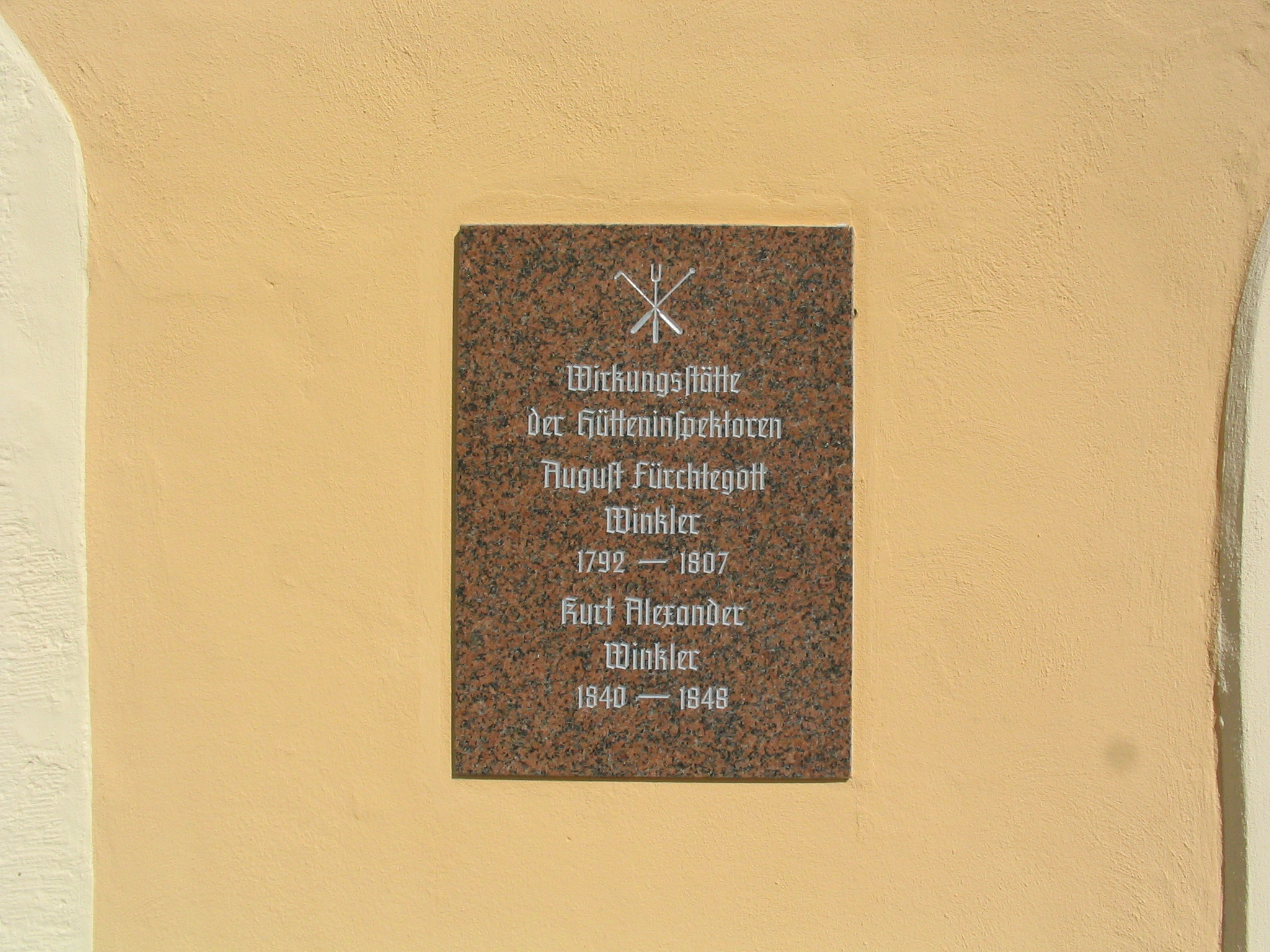
Gedenktafel für August Fürchtegott und Kurt Alexander Winkler am Turmhaus des ehemaligen Blaufarbenwerkes Zschopenthal

August Fürchtegott Winkler (auch Winckler) (* 18. Dezember 1770 in Zschopenthal; † 9. September 1807) war ein deutscher Metallurge. Er war der Sohn des Metallurgen und Faktors des Zschopenthaler Blaufarbenwerkes Christian Heinrich Winkler (1734–1793), der Vater von Kurt Alexander Winkler, Schwiegervater von August Breithaupt sowie Großvater des Chemikers Clemens Winkler und des Landschaftsmalers Olof Winkler.

## Leben
Winkler wurde in Zschopenthal, als drittes Kind und erster Sohn seiner Eltern geboren. Sein Vater heiratete nach dem Tode der Mutter erneut, dieser Ehe entstammten ebenfalls drei Kinder. Nachdem August Fürchtegott Winkler in Zschopenthal durch Hauslehrer unterrichtet wurde, ging 1787 zum Studium an die Bergakademie Freiberg (Matrikelnummer 293). Nach Abschluss des Studiums und einigen kurzen Reisen innerhalb Sachsens kehrte er als Assistent seines Vaters nach Zschopenthal zurück und übernahm nach dessen Tod 1793 dessen Amt als Faktor des Blaufarbenwerkes im Blaufarbenwerk Zschopenthal. Diese Stelle hatte er bis zu seinem Tod inne. 1790 lernte er die damals 16-jährige Rahel Friederike Hoffman, Tochter des Freiberger Hüttenschreibers Hoffmann und Schwester des späteren Oberhüttenmeisters der Halsbrücker Hütte, Johann Samuel Hofmann, kennen, die er 1793 heiratete.

## Werk
Winkler interessierte sich neben seiner beruflichen Tätigkeit für Zoologie und Botanik und war ein leidenschaftlicher Jäger. Sein besonderes Interesse galt der Malerei, die er als Pferde- und Schlachtenmaler auch selbst ausübte. Neben einer als sehr wertvoll beschriebenen, nach seinem Tode zerstreuten Sammlung von Kupferstichen spezialisierte er sich auf Darstellungen von Schlachten, Uniformen und Militaria. Seine Sammlung umfasste Stiche von Albrecht Dürer, Hieronymus Bosch, Anthonis van Dyck, de Hoghe, van der Meulen, Th. Maass, Daniel Chodowiecki, Philips Wouwerman und anderen bedeutenden Künstlern.
Winkler arbeitete an einem Buch über „die berühmtesten Pferdezeichner und Bataillenmaler“, das aber durch seinen frühzeitigen Tod 1807 nicht vollendet wurde. Heute noch erhalten und im Jahre 1959 im Akademie-Verlag Berlin (Das Sächsische Blaufarbenwesen um 1790 in Bildern) mit einer Einführung von Alfred Lange erschienen sind seine Gemälde der Arbeiten im Blaufarbenwerk. (Schriftenreihe Freiberger Forschungshefte, Reihe D, Nr. 25). Auf diesen Bildern beruht unter anderem das Habit der im Heimatverein Waldkirchen/Erzgeb. organisierten Bergknappschaft der Blaufarbenwerker.
Winklers Leben war nach dem recht frühen Tod seines Vaters überschattet von familiären Zwistigkeiten mit seinen Stiefgeschwistern und seiner Stiefmutter. Er selbst starb ebenfalls bereits mit 37 Jahren. Sein Vermögen wurde verschleudert und die Lebensverhältnisse seiner Witwe und seines Sohnes Kurt Alexander Winkler werden als sehr eingeschränkt beschrieben. Der Schreibweise seines Enkels Clemens Winklers folgend, wird die Schreibweise des Familiennamens in der zitierten Literatur mit „Winkler“ angegeben, allerdings darauf hingewiesen, dass August Fürchtegott selbst die Schreibweise „Winckler“ verwendete.

## Publikationen
- Das Sächsische Blaufarbenwesen um 1790 in Bildern. von August Fürchtegott Winkler, mit einer Einführung von Alfred Lange, Akademie-Verlag Berlin, 1959. (Freiberger Forschungshefte; D 25)